# 강경산
강경산(중국어 정체자: 姜景山, 병음: Jiāng Jīngshān 지앙진산[*], 1936년 2월~2021년 6월 27일)은 중국의 항공우주공학자이다. 중국과학원 우주과학 및 응용연구센터 소장, 중국 달 탐사 프로그램의 수석 설계자직을 지냈다.